# Elle danse Marie
Singles de François Valéry
Elle était venue du Colorado
(1983) Mon pote le D.J.
(1984)
Elle danse Marie est une chanson du chanteur français François Valéry. Elle est parue sur son album du même nom et sortie en 1983 sur le label Charles Talar Records en tant que single principal de l'album. La chanson est écrite et composée par François Valéry et co-écrite par Gilbert Sinoué.

## Contexte
Au cours de l'été 1983, François Valéry est invité par la chanteuse Dalida dans sa maison du sud de la Corse, la villa San Giorgio, pour travailler sur la chanson L'innamorata. Un soir, après un dîner, Dalida et ses invités se rendent à une discothèque à Porto-Vecchio. Le disc jockey y passe à plusieurs reprises la nouvelle chanson Billie Jean de Michael Jackson. Le lendemain matin, François Valéry s'inspire de l'arrangement rythmique de ce titre et compose une première version de Elle danse Marie. De retour à Paris, il écrit les paroles de la chanson avec l'aide du parolier et romancier Gilbert Sinoué et enregistre la version définitive au studio 92 à Boulogne-sur-Seine,.

## Thème
La chanson traite d'une lycéenne de banlieue prénommée « Marie » qui s'évade de son quotidien sombre à travers la danse.

## Sortie et réception
Le 45 tours est sorti en 1983 sur le label Charles Talar Records, distribué par Pathé-Marconi et EMI. Dans le classement paneuropéen European Top 100 Singles, Elle danse Marie s'est classé une semaine, atteignant la 98e position le 25 juin 1984. Il s'est vendu à plus 100 000 exemplaires. Dans un article du magazine Télérama paru en 2008, la chanson est décrite « un groove pompé sans vergogne sur Billie Jean ».

## Liste des pistes
| A. | Elle danse Marie                 | 3:57 |
| B. | Comme j'ai envie d'être avec toi | 3:40 |

## Crédits
Musiciens et écriture
- François Valéry – chant, paroles, musique
- Gilbert Sinoué – paroles
- Christian Cravero – claviers, saxophone, arrangements
- Michel Iozzia – basse
- Michel Bocchi – batterie, percussions
- Jean-Luc Spagnolo – guitare
- Carole Fredericks – chœurs
- Georges Costa – chœurs
- Michel Costa – chœurs
- Yvonne Jones – chœurs

Production
- Claude Martenot – ingénieur du son (Studio 92)
- Jean-Pierre Mareuil – mastérisation (Master One)
- Bob Mehdi – réalisation artistique
- Bernard Leloup – photographie

Crédits adaptés des notes d'accompagnement,.

## Classements
| Classement (1984)         | Meilleure position |
| ------------------------- | ------------------ |
| Europe (European Top 100) | 98                 |
| France (IFOP)             | 17                 |